# Miejski Klub Sportowy Będzin
Il Miejski Klub Sportowy Będzin è una società di pallavolo maschile polacca con sede a Będzin: milita nel campionato polacco di Polska Liga Siatkówki.

## Rosa 2018-2019
| N° | Nome                 | Ruolo | Data di nascita   | Nazionalità sportiva |
| -- | -------------------- | ----- | ----------------- | -------------------- |
| 1  | Tomasz Kowalski      | P     | 12 giugno 1991    | Polonia              |
| 4  | Łukasz Kozub         | P     | 3 novembre 1997   | Polonia              |
| 5  | Artur Ratajczak      | C     | 18 settembre 1990 | Polonia              |
| 7  | Mateusz Kowalski     | C     | 20 febbraio 1997  | Polonia              |
| 10 | Bartłomiej Grzechnik | C     | 8 febbraio 1993   | Polonia              |
| 12 | Jan Fornal           | S     | 14 gennaio 1995   | Polonia              |
| 13 | Michał Potera        | L     | 6 marzo 1988      | Polonia              |
| 14 | Jakub Peszko         | S     | 1º aprile 1992    | Polonia              |
| 16 | Rafał Faryna         | O     | 28 settembre 1994 | Polonia              |
| 17 | Szymon Gregorowicz   | L     | 7 marzo 1994      | Polonia              |
| 18 | Jake Langlois        | S     | 14 maggio 1992    | Stati Uniti          |
| 20 | Lincoln Williams     | O     | 6 ottobre 1993    | Australia            |
| 23 | Adrian Buchowski     | S     | 30 settembre 1991 | Polonia              |